# Jan Latalski
Jan Latalski "Bacchus" (1463 - Skierniewice, 29 augustus 1540) was de 42e bisschop van Krakau, bisschop van Poznań en aartsbisschop van Gniezno.

## Biografie
Jan Latalski was een telg van de Poolse heraldische clan Prawdzic. Hij genoot een opleiding aan de Jagiellonische Universiteit. Jan Latalski was eerst pastoor in Kostrzyn nad Odrą en daarna tussen 1498-1505 kanselier van Elisabeth van Oostenrijk. Hij diende vanaf 1504 als de koninklijke secretaris en was in 1517 de plaatsvervanger van Sigismund I van Polen in de sejm van Poznan en Kalisz in Środa Wielkopolska.
Jan Latalski kocht in 1523 voor 12.000 florijnen het bisschopsambt van Poznań. Hij kreeg in 1529 toestemming van de paus om ketters te laten verzoenen met de kerk. Dat jaar nodigde Lataski de Duitse protestantse theoloog Christoph Hegendorff uit om aan de prestigieuze humanistische academie van Poznań les te geven. Heggendorff heeft in Polen een aantal van zijn werken aan de bisschop gewijd. vanaf 1533 ontstond er een geschil tussen de aartsdiaken Grzegorz Szamotulski en de Duitser, waarop Lataski een theologisch dispuut organiseerde om beide kampen tegemoet te komen. Toch is het zo dat de bisschop achter Heggendorff stond en de aartsdiaken scherp bekritiseerde tijdens een vergadering van het kapittel, wat juist de kant van de aartsdiaken koos.
Jan Latalski was vanaf 1538 in Wrocław betrokken bij de onderhandelingen over een huwelijk tussen Elisabeth van Oostenrijk en Sigismund II August van Polen, dat in 1543 tot stand kwam. Hij is in de Basiliek van Gniezno begraven, waar zijn renaissance tombe te zien is.
De aartsbisschop en schrijver Andrzej Krzycki schildert Latalski in een van zijn verzen af als een dronkaard. Ook beweert hij dat de bisschop de weg naar de top heeft omgekocht.
- Virtual International Authority File: 24145304717078611251